# Английская экспедиция в Португалию (1662—1668)

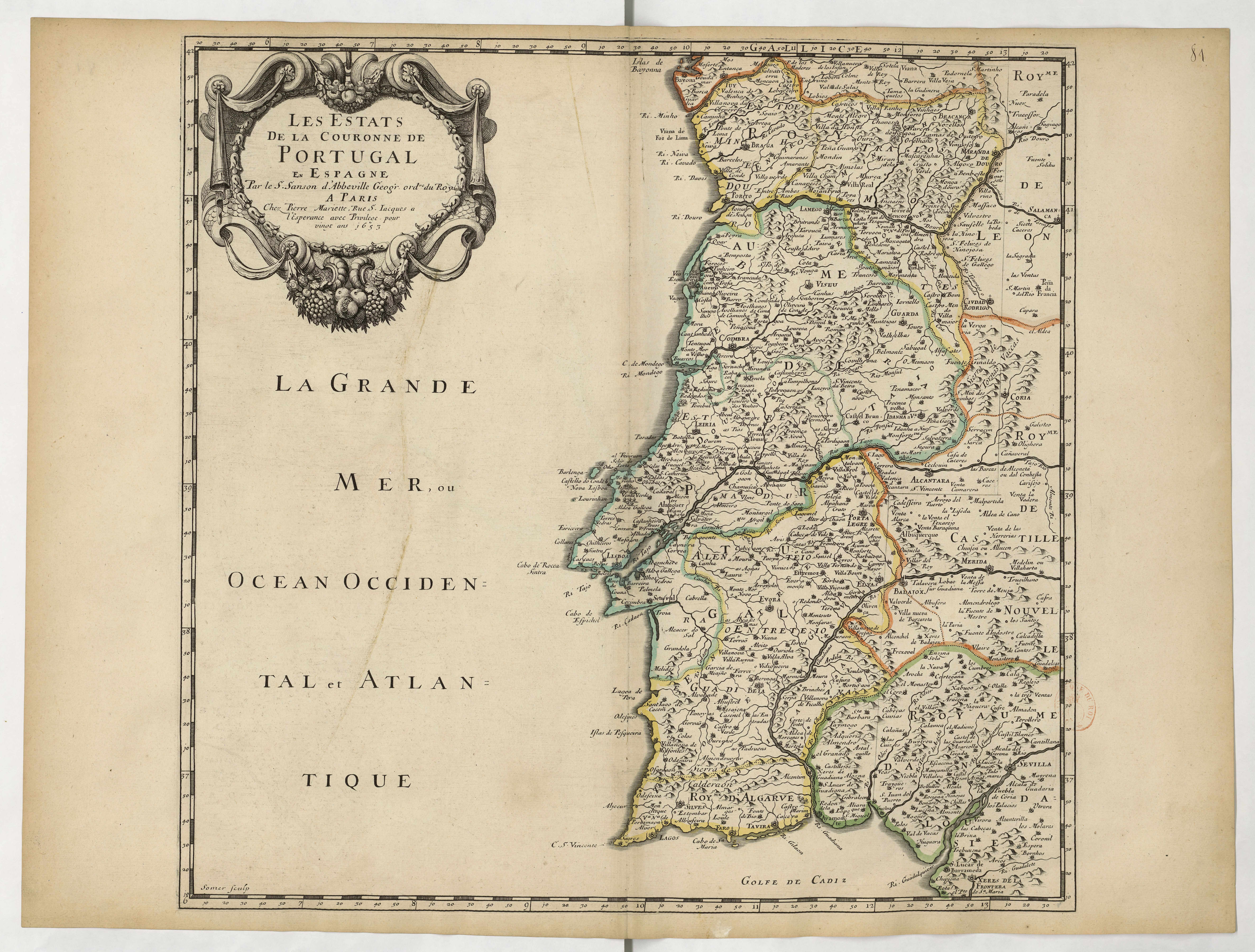
Португалия в 1658 г.

Английская экспедиция в Португалию (англ. English expedition to Portugal) — военная экспедиция, отправленной Англией в Португалию в августе 1662 года для участия в её войне за независимость против Испании. Она состояла из английской бригады, в основном набранной из ветеранов Восьмидесятилетней войны и Войны трех королевств, которая сражалась в нескольких крупных сражениях и стычках под командованием Фридриха Шомберга. Бригада оставалась в Португалии до конца конфликта в 1668 г., после чего была расформирована. Под руководством Шомберга бригада способствовала окончательной победе Португалии.

## Предыстория
Война между Португалией и Испанией началась с организованной сорока заговорщиками революции 1640 г. и привела к распаду Иберийской унии. После Пиренейского мира в 1659 г. независимость Португалии оказалась под угрозой из-за возрождающейся мощи Испании, и поэтому Португалия обратилась за внешней поддержкой. Они обратились к своему старому союзнику Англии, но восстановление Карла II в качестве монарха Англии вызвало беспокойство, ибо ранее он был союзником Испании по Брюссельскому договору после того, как английская республика воевала с Испанией. Однако Карл немедленно аннулировал договор, сославшись на неспособность короля Филиппа IV помочь в его восстановлении, и вместо этого ответил на призыв Португалии о помощи. Его брак с Екатериной Брагансской возобновил союз между Англией и Португалией, несмотря на протесты Испании. В рамках договора была сформирована бригада для службы в Португалии в 1662 г., чтобы помочь ей завоевать независимость. Решение отправить войска в Португалию было принято из-за необходимости трудоустройства ветеранов английской гражданской войны из числа круглоголовых и роялистов, а португальские военные нуждались в опытных ветеранах для борьбы с испанцами.
Пехота была набрана из трех полков армии новой модели в Шотландии, которые все ещё не были расформированы. Кавалерия была набрана из добровольцев, большинство из которых были из гарнизона Дюнкерка, сражавшегося там с испанцами в 1658 году. Парламент Англии должен был набрать, оплатить и оснастить бригаду, а после прибытия в Португалию их обеспечением займётся португальская корона. Большинство солдат были сторонниками парламента, но также среди них было много ирландских и шотландских солдат из католиков-роялистов. Их сформировал, обучил и командовал участвовавший в голландском восстании и гражданской войне валлийский ветеран Томас Морган. После формирования бригада состояла из двух пехотных полков по 1 тыс. чел., и кавалерийского полка чуть менее 1 тыс.

## Португалия и Испания
Оказавшись в Португалии, английские войска сразу же были введены в действие, но в первые несколько месяцев развертывания возникли трудности из-за сопротивления многих португальских офицеров. Вдобавок к этому португальцы относились к англичанам с презрением, не в последнюю очередь из-за их протестантской веры. Несмотря на это, португальцы вскоре поняли, что англичане были самыми надежными войсками, сражавшимися на их стороне, и произвели на испанцев более серьёзное впечатление, чем другие войска португальской армии. Однако бригада страдала от болезней, что привело к многочисленным потерям, а боевые потери редко восполнялись из дома.
Форма английских солдат имела красные куртки (дублеты) как цвет, установленный ещё во времена Елизаветы. К 1660-м гг. красный стал преобладающим цветом в английской военной форме с момента создания армии Новой модели в 1645 г. Полк пехоты или кавалерии обычно обозначался просто номером, а не именем полковника, как было принято в то время. Первым полковником был барон и граф Инчикуин Мурроу О’Брайен, который также командовал бригадой на ранних этапах. В 1662 г. его сменил Фредерик Шомберг, который год спустя отправил его в качестве военного советника в Лиссабон с тайного одобрения Карла II. Людовик XIV, чтобы не нарушать договор, который он только что подписал с Испанией, лишил Шомберга его французских офицеров. Однако на поле боя бригадой командовал Майкл Донган, позднее Лоуренс Демпси и, наконец, сын Фредерика Мейнхардт Шомберг. Первым полком командовал Генри Пирсон, а вторым пехотным полком — Джеймс Эпсли в качестве полковника, а также Фрэнсис Мур в качестве исполняющего обязанности полковника. В 1665 г. вторым полком командовал Уильям Шелдон.
Весной 1663 г. испанская армия под командованием дона Хуана Австрийского захватила большую часть южной Португалии, взяв 22 мая важный город Эвора. Это открыло путь для потенциального марша на располагавшийся в 135 км. к западу Лиссабон. Бригада двинулась вместе с португальской армией под командованием Санчо Мануэля де Вильены. Первое сражение произошло около Дегебе в июне, где попытка испанцев пересечь реку была отбита. После этого армия встретилась с испанской армией за пределами Эворы. В сражение при Эштремоше, которая произошло неподалеку, англо-португальцы быстро разгромили испанцев — знамя Хуана Австрийского было захвачено, когда его эскадрон был почти уничтожен. Позже штандарт был подарен самому королю Португалии Афонсу VI. Потери испанцев были очень велики, вся их артиллерия и обоз были захвачены, и армия была вынуждена отступить в Бадахос в Эстремадуре. Испанский гарнизон Эворы численностью около 3,7 тыс. человек был осажден и капитулировал 24 июня.

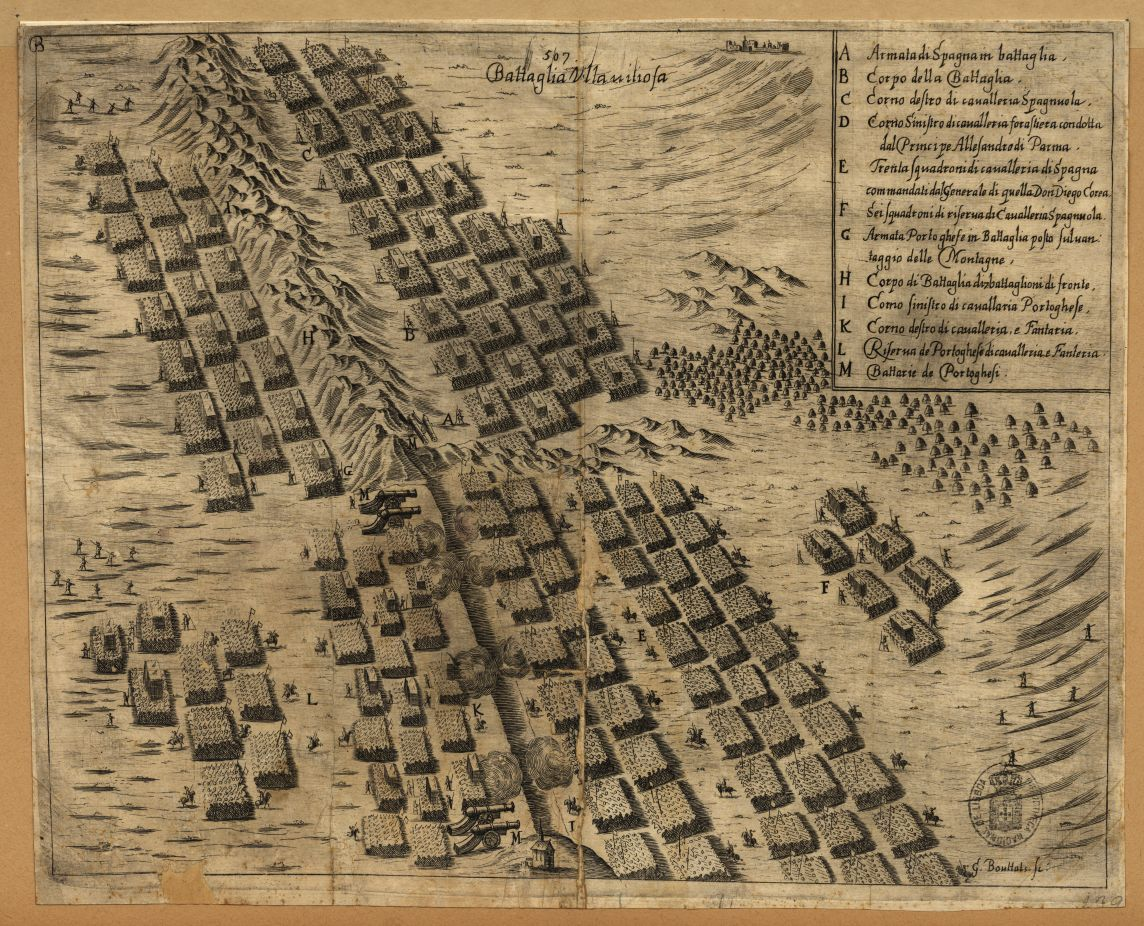
Битва при Монтиш-Кларуше (итальянская гравюра XVII в.).

После новых ссор с португальским высшим командованием из-за поставок продовольствия, английская бригада летом 1664 г. участвовала в успешно завершённой осаде Валенсии-де-Алькантара. Португальцы вскоре осознали свою ошибку в недоверии и послали кучу похвал Шомбергу и англичанам. Государственный секретарь Луис де Васконселос и Соуза после сдачи Валенсии-де-Алькантара заявил: Англичане сделали больше, чем можно было ожидать от них, и я считаю, что в мире нет солдат, подобных им.
17 июня 1665 г. бригада сыграла решающую роль в исходе в битве при Монтиш-Кларуше. Португальцы под командованием маркиза Мариалвы Антониу Луиша ди Менезиша, расположили её тяжелую пехоту, снова составив английскую бригаду под командованием Шомберга, в две линии в наиболее уязвимом районе и приказали своей артиллерии поддержать их. В разгар битвы лошадь Шомберга была подстрелена, и он едва не попал в плен, но бригада ветеранов смогла прорвать оборону и одержать решительную победу над испанцами под командованием маркиза Карасены Луиса де Бенавидеса и Каррильо де Толедо.
После битвы при Монтиш-Кларуше испанцы не имели преимуществ, но война продолжалась, и Португалия была защищена от дальнейших атак. В течение следующих двух лет Шомберг и истощенная английская бригада помогли провести серию рейдов через границу. В ноябре они захватили крепость А-Гуарда, разграбили Альбуркерке и штурмовали Туй. В течение следующего года бои почти не велись, поскольку Франция подписала с Португалией Лиссабонский договор об оборонительном и наступательном союзах в марте 1667 г., который так и не вступил в силу, поскольку Франция никогда не объявляла войну Испании.
В сентябре 1667 года было объявлено о прекращении огня после дворцового переворота при португальском дворе, который вынудил короля Португалии Афонсу VI отправиться в изгнание. Каштелу Мельхор был уволен и отправился в изгнание в Англию, где стал советником короля Карла II.

## Последствия
В 1667 г. в Мадриде был подписан договор между Англией и Испанией; в этом договоре Англия согласилась выступить посредником в договоре между Португалией и Испанией или, по крайней мере, в тридцатилетнем перемирии.
В 1668 г., отчаянно желая сократить бремя военных расходов, Испания смирилась с потерей португальской короны и официально признала суверенитет дома Браганса, подписав Лиссабонский договор с обещанным английским посредничеством.
После заключения мира и окончания войны бригада была расформирована, и из составлявших её 3,5 тыс. человек в ней осталось всего 1000. Остальные вернулись, чтобы искать службу в Англии или за границей, но места и должности было трудно найти. Около половины людей были включены в гарнизон Танжера, а остальные были отправлены обратно в Англию. Некоторые остались в Португалии, найдя себе жен или пытаясь заняться различными ремеслами.